# Cenere (film)
Cenere è un film muto del 1916 diretto ed interpretato da Febo Mari, tratto dall'omonimo romanzo del 1904 della scrittrice Grazia Deledda. In questa pellicola, girata nell'agosto 1916, si registra l'unica interpretazione cinematografica dell'attrice teatrale Eleonora Duse.
Il film è ambientato a Fonni in Sardegna, ma la casa di produzione torinese Ambrosio, per contenere i costi, fece girare gli esterni "sardi" tra Ala di Stura e Balme nelle vicine Valli di Lanzo.
Nel dicembre 2019 Guglielmo Diana e Luca Martone hanno creato una versione musicata del film.

## Trama
Rosalia Derios partorisce un figlio illegittimo, Anania. Essendo povera, lo affida al padre naturale e a sua moglie. Anania studia e ha buone prospettive per il suo futuro. Fattosi adulto, egli si fidanza con l'amica di infanzia Margherita ma cercherà di rintracciare Rosalia con l'aiuto della madre adottiva, nel frattempo diventata vedova. Scoperto lo stato di indigenza di Rosalia, le promette che chiederà alla sua futura sposa di accoglierla sotto lo stesso tetto. Margherita però rifiuta. Avendo appreso ciò, Rosalia si rassegna al suo destino di solitudine e si uccide, senza sapere che il figlio è disposto a lasciare la fidanzata per restare con lei.